# Maki Tsukada
Maki Tsukada (塚田 真希, Tsukada Maki) (Shimotsuma, 5 de janeiro de 1982) é uma judoca japonesa. Consagrou-se como campeã olímpica nos Jogos Olímpicos de 2004, em Atenas, e vice-campeã nos Jogos Olímpicos de Verão de 2008. Também foi campeã mundial de judô na categoria sem limite de peso (aberto) em 2007, vice-campeã na categoria acima de 78 kg também em 2007 e em 2003, e bronze em 2005 e 2010 sempre entre as judocas mais pesadas.